# Prescott Bush
Prescott Sheldon Bush (Columbus; 15 de mayo de 1895-Nueva York; 8 de octubre de 1972) fue un político estadounidense, senador republicano por Connecticut y un ejecutivo bancario de Wall Street con Brown Brothers Harriman. Su hijo, George H. W. Bush, y su nieto George W. Bush serían más tarde presidentes de Estados Unidos. Su padre fue Samuel Prescott Bush y su madre Flora Sheldon.

## Primeros años
Bush nació en Columbus, Ohio, del matrimonio formado por Samuel Prescott Bush y Flora Sheldon Bush. Samuel Bush era un ejecutivo ferroviario, después un empresario de la industria del Acero, y, durante la Primera Guerra Mundial, fue un oficial gubernamental a cargo de la coordinación y asistencia a los contratistas de sistemas de armas.
Bush asistió al St. George's School en Newport, Rhode Island, desde 1908 a 1913. En 1913, se inscribió en la Universidad de Yale, donde su abuelo James Smith Bush, y su tío Robert E. Sheldon Jr., asistieron. Tres generaciones subsecuentes de la familia Bush han sido alumnos de Yale. Prescott Bush fue admitido en la Fraternidad Zeta Psi y en la sociedad secreta Skull and Bones s. George H. W. Bush y George W. Bush también han sido miembros de dicha sociedad. Ingresa al Ejército como Capitán y es acantonado en Fort Sill. En junio de 1918 Prescott fue enviado a Europa con el Ejército estadounidense. Prescott Bush obtuvo su baja en 1919.
Una leyenda urbana afirma que Bush habría robado el cráneo de Gerónimo, mientras estaba estacionado en Fort Sill. En 2009, Ramsey Clark siguió un juicio en contra de Skull and Bones a nombre de los descendientes de Gerónimo, contra Barack Obama, y Robert Gates con relación al mencionado robo, pidiendo que los huesos de Gerónimo fueran trasladados desde Oklahoma a Nuevo México. Los descendientes de Gerónimo residentes en Oklahoma trataron de bloquear este traslado.
Prescott Bush jugó a nivel colegial golf, fútbol americano, y béisbol, siendo además presidente del Yale Glee Club.
En 1919, Prescott Bush pidió la mano de la hija de George Herbert Walker, Dorothy. Se casan en agosto de 1921, tuvieron 5 hijos entre ellos el presidente de Estados Unidos George H. W. Bush.

### Nombre de sus hijos
George H. W. Bush fue nombrado así por George Herbert Walker. George H.W. Bush nombró a uno de sus hijos, Neil Mallon Bush, por Henry Neil Mallon.

### Muerte
Prescott Bush murió el 8 de octubre de 1972 debido a un cáncer de pulmón. Su lugar de sepultura es el Cementerio de Putnam, en  Fairfield (Greenwich) (Connecticut).

## Negocios
Wallace Simmons ofreció a Prescott Bush un trabajo en su compañía de equipamiento ferroviario St. Louis.
Entró al negocio bursátil de George Herbert Walker y Averell Harriman. Después de que George H.W. Bush naciera, Harriman introdujo a Prescott a la compañía U.S. Rubber Co.
Se convirtió en oficinista en la firma de inversiones, W. A. Harriman and Company en 1926 y en socio en 1931.
William S. Farish fue el organizador principal de Humble Oil Co. de Texas, la cual Farish unió a Standard Oil Company de New Jersey. Farish construyó el Imperio Humble-Standard de oleoductos y refinerías en Texas. El Mercado bursátil quebró justo después de que Prescott Bush entrara al negocio petrolero.

### Acusación en la UBC y emprendimientos alemanes
Se desempeñó en el Directorio de la Union Banking Corporation entre 1934 y 1943, entidad controlada principalmente por la familia Harriman, que financió a Hitler, la cual resultó penada bajo las sanciones establecidas por la Ley de comercio con el Enemigo, siendo en consecuencia expropiados sus activos por el gobierno estadounidense. También fue socio de Fritz Thyssen.
La administración de Franklin Delano Roosevelt no confiscó los activos de Prescott Bush afiliados a Thyssen, el gigante industrial alemán, hasta 1942 bajo el Comercio con la Ley de Enemigos. Esto significa que entre 1939, cuando un gran número de trabajadores esclavos judíos y polacos fueron detenidos, y 1942, cuando Bush confiscó sus activos alemanes, Prescott Bush estuvo completamente involucrado en la economía alemana durante lo peor del régimen de trabajo esclavo, y se benefició de ello.
El periódico The Guardian informó en 2004 acerca de Prescott Bush's:
“ ... Sus negocios, que continuaron hasta que los activos de su compañía fueron incautados en 1942 bajo la Ley de Comercio con el Enemigo, ha llevado más de 60 años después a una acción civil por daños y perjuicios que fueron presentados en Alemania contra la familia Bush por dos ex trabajadores esclavos en Auschwitz ... ”
El artículo de The Guardian, “Cómo el abuelo de Bush ayudó al ascenso de Hitler al poder”... 
Documentos detallados recientemente descubiertos de varios archivos de seguridad nacional que completan muchos espacios en blanco sobre la relación familiar de Bush con las empresas alemanas, que fueron indispensables para el surgimiento de Adolf Hitler y el Partido Nazi desde su inicio a principios de la década de 1930, hasta el bombardeo de Pearl Harbor y más allá. Thyssen utilizó un gran número de trabajadores esclavos en sus fábricas de acero y municiones...".

## Carrera política
Bush fue políticamente activo en asuntos sociales. Participó de la American Birth Control League desde 1942, y sirvió de Tesorero de la primera Planned Parenthood en 1947. Bush fue uno de los primeros partidarios del United Negro College Fund, sirviendo como presidente de la rama de Connecticut en 1951.
Desde 1947 a 1950, sirvió como tesorero del Partido Republicano de Connecticut, siendo el candidato de ese partido para el Senado de los Estados Unidos en 1950. Un columnista de Boston afirmó que Bush " sería conocido como el Harry Hopkins del Presidente Truman. Nadie sabe más que Mr. Bush y el no tiene una Chinaman's chance." Los nexos de Bush con Planned Parenthood le jugaron en contra con los influyentes Católicos de Connecticut, y fueron la base de una campaña en las parroquias de ese credo; la familia negó vigorosamente esta conexión, pero Bush perdió frente a Benton por solo 1,000 votos.
En 1952, fue elegido para el Senado, derrotando a Abraham Ribicoff por la vacante generada por el deceso de James O'Brien McMahon.En 1956 obtuvo un lugar en el Comité de los Servicios Armados del Senado. Un firme partidario del Presidente Dwight D. Eisenhower, Bush sirviendo hasta enero de 1963. Fue reelegido en 1956 con un 55% de los votos en contra del demócrata Thomas J. Dodd (más tarde Senador de Connecticut y padre del actual Senador por Connecticut, Christopher J. Dodd), y decidió no postularse a una nueva reelección en 1962. Fue un aliado esencial para el proyecto clave de Eisenhower Sistema Interestatal de Autopistas, y durante su periodo apoyo al proyecto de los submarinos Polaris (los cuales eran construidos por Electric Boat Corporation en Groton, Connecticut), legislación de Derechos civiles y el establecimiento de los Cuerpos de Paz.
En 1962, el National Strategy Information Center fue fundado por Prescott Bush, su hijo Prescott Bush jr., William Casey y Leo Cherne.
El 2 de diciembre de 1954, Bush fue parte de una gran mayoría (67-22) para censurar al Senador republicano de Wisconsin Joseph McCarthy, después de que McCarthy fuera interpelado por ejército y la administración Eisenhower. Eisenhower más tarde incluiría a Bush en una lista escrita de nominados para la candidatura presidencial por el partido republicano en 1960.
Permanentemente Bush estuvo alineado con el Gobernador de Nueva York Nelson Rockefeller, pero personal y políticamente estaba en desacuerdo con este a pesar de la estrecha relación de su padre con la Familia Rockefeller. Durante elección de 1964, Bush denunció a Rockefeller por divorciarse de su primera esposa casándose con una mujer 20 años menor con la que había tenido una relación extramarital. Prescott hizo su primer intento de entrar en la política nacional de Estados Unidos en 1950. Mientras permanecía a cargo de Brown Brothers Harriman, compitió por el cargo de Senador de Connecticut contra William Benton. Prescott Bush fue públicamente expuesto por pertenecer al antiguo movimiento eugenésico fascista. Prescott Bush perdió la elección por 1000 de 862.000 votos.

## Doctrina de Prescott Bush
"Hay tres cosas que recordar: reclamar por todo, no explicar nada y negarlo todo."
El Senador Prescott Bush hizo esta declaración en una entrevista de 1966 para el Proyecto de Historia Oral de la Universidad de Columbia acerca de la Administración Eisenhower. Prescott Bush afirmó que la doctrina política se la había enseñado Claire Boothe Luce, Congresista, Embajadora y esposa del Magnate de Time-Life, Henry Luce.